# The recruit
The Recruit és una sèrie de televisió d'aventures i espies nord-americana creada per Alexi Hawley per a Netflix. La sèrie segueix a Owen Hendricks (Noah Centineo), un advocat de la CIA que es veu involucrat en conflictes internacionals massius. La sèrie es va estrenar a Netflix el 16 de desembre de 2022. Ha estat subtitulada al català.

## Producció
Es va anunciar que Netflix va adquirir un drama d'espionatge sense nom el 28 d'abril de 2021, amb Entertainment One donant suport a la producció. Anomenat com a Graymail, el projecte va ser creat per Alexi Hawley, productor executiu de diverses sèries de drama de procediments populars, com Castle, The Rookie i el seu spin-off. El projecte es va establir com una sèrie de televisió de vuit parts d'una hora. El 28 de setembre de 2022 es va donar a conèixer que Alexi Hawley, George Ghanem, Amelia Roper, Hadi Deeb, Niceole Levy i Maya Goldsmith van ser els guionistes de la sèrie; Mentrestant, Doug Liman, Alex Kalymnios, Emmanuel Osei-Kuffour Jr. i Julian Holmes van dirigir els episodis.

## Crítica
El lloc web de ressenyes Rotten Tomatoes va informar d'una puntuació d'aprovació del 76% amb una valoració mitjana de 7,5/10, basada en 17 crítiques. Metacritic, que utilitza una mitjana ponderada, va assignar una puntuació de 60 sobre 100 basada en 12 crítics, indicant "crítiques mixtes o mitjanes".